# Laphria lobifera
Laphria lobifera är en tvåvingeart som beskrevs av Hermann 1914. Laphria lobifera ingår i släktet Laphria och familjen rovflugor.
Artens utbredningsområde är Taiwan. Inga underarter finns listade i Catalogue of Life.